# Issah Ahmed
Issah Ahmed (Dawu, Ghana, 24 de mayo de 1982) es un exfutbolista de Ghana que jugaba en la posición de defensa.

## Carrera

### Club
| Periodo   | Club               |
| --------- | ------------------ |
| 2001-2003 | Dawu Youngstars FC |
| 2003      | Great Olympics     |
| 2004–2005 | Asante Kotoko SC   |
| 2005–2011 | Randers FC         |
| 2012-2014 | Berekum Chelsea FC |
| 2014-2015 | Great Olympics     |

### Selección nacional
Jugó para Ghana en 13 ocasiones de 2005 a 2008, participó en la Copa Mundial de Fútbol de 2006 y en la Copa Africana de Naciones 2006.

## Logros
- Liga de fútbol de Ghana (1): 2004/05
- Copa de Dinamarca (1): 2005/06